# Point triple
Cet article concerne le point triple en thermodynamique. Pour les autres significations, voir Point triple (homonymie).

Diagramme de phase de l'eau. Le point triple de l'eau est à T = 273.16 K (soit 0.01 °C) et P = 611 Pa (soit 0.006 atm).

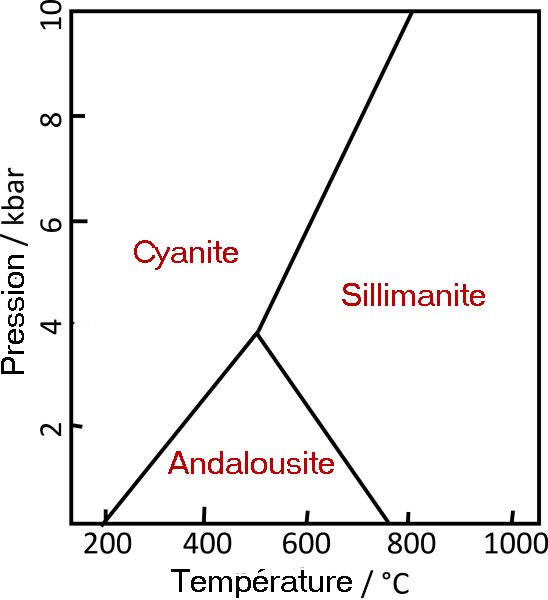
Diagramme de phase du silicate d'aluminium à l'état solide. (Cyanite est un anglicisme pour Disthène.)

Un point triple est un point du diagramme de phase température-pression d'une substance chimique pure où peuvent coexister trois phases différentes. Ce point est unique, c'est-à-dire que les trois phases ne peuvent coexister qu'à une température et une pression bien précises, dénommées « la température et la pression du point triple ». Quand les trois phases sont effectivement présentes, la variance du système est nulle. La notion de point triple s'applique principalement aux diagrammes de phase des corps purs :
- le point triple d'un corps pur est le point du diagramme de phase température-pression où peuvent coexister les trois phases liquide, solide et gaz[2] ;
- comme un corps pur solide peut souvent présenter plusieurs formes allotropiques, il existe d'autres points triples[a], tels que solide1-solide2-liquide ou solide1-solide2-solide3. Le silicate d'aluminium Al2SiO5, par exemple, présente un point triple andalousite-sillimanite-disthène.

## Point triple et lignes univariantes
« Le point triple est le point du diagramme de phase où les trois limites de phase se coupent ».

## Exemples
- Eau (H2O) : T = 0,01 °C[2],[3] et P = 611 Pa (0,006 atm)[3].
- Diazote (N2) :  T = −209,99 °C et P = 12,6 kPa (0,126 atm)[4].
- Dioxyde de carbone (CO2) :  T = −56,6 °C et P = 519 kPa (5,12 atm)[5].
- Néon (Ne) :  T = −248,59 °C et P = 4,34 × 10−6 Pa[6].

## Point triple et unités de température
De 1954 à 2019, l'unité de température du Système international et ses unités dérivées, déterminées par une convention internationale, étaient fondées sur la température thermodynamique du point triple de l'eau, TH2O
T :
- kelvin (K) : 
  - origine : 0 K = zéro absolu,
  - valeur : TH2O
T/273,16 (fraction 1/273,16 de la température thermodynamique du point triple de l'eau) ;
- degré Celsius (°C) :
  - valeur : identique au kelvin (c'est-à-dire qu'une différence de températures a la même valeur en degrés Celsius qu'en kelvins),
  - origine : 0 °C = 273,15 K. Le point triple de l'eau est donc à 0,01 °C exactement. Le point de fusion de la glace à pression atmosphérique est à 0 °C, approximativement.

En 2018, il est décidé de redéfinir les unités du système international. Le kelvin, et par suite le degré Celsius, sont désormais définis à partir de la constante de Boltzmann. Cette nouvelle définition est en vigueur depuis le 20 mai 2019.